# Clelin Ferrell
Clelin Ferrell (* 17. Mai 1997 in Richmond, Virginia) ist ein American-Football-Spieler auf der Position des Defensive Ends für die Washington Commanders in der National Football League (NFL). Er spielte College Football für die Clemson University und wurde im NFL Draft 2019 an vierter Stelle von den Oakland Raiders ausgewählt.

## Frühe Karriere
Ferrell besuchte die Benedictine College Prep in Virginia, eine rein männliche Militärschule. Dort war er ein All-State Football Star.

## College
Ferrell wurde von 247Sports als 4-Sterne-Rekrut, also als einer der 300 besten Spieler des Landes, sowie als fünftbestes Talent in Virginia eingestuft. Ab 2015 ging Ferrell auf die Clemson University und spielte College Football für die Clemson Tigers. Nach einem Redshirt-Jahr wurde er in das All-America Team 2017 im College Football gewählt. Am 13. Januar 2018 kündigte Ferrell an, dass er eine weitere Saison für Clemson spielen werde. Zuvor war man davon ausgegangen, dass Ferrell sich für den Draft 2018 anmelden würde. Er erhielt den ersten Tim Bourret Award 2018, der an den Spieler verliehen wird, der sich selbst, seine Teamkollegen und die Clemson University am besten in den Medien vertritt.
Am 11. Januar 2019 kündigte Ferrell an, dass er auf sein letztes Jahr verzichten und sich für den NFL Draft 2019 anmelden werde.

## NFL
Ferrell wurde von den Oakland Raiders mit dem 4. Pick im NFL Draft 2019 ausgewählt.
Im März 2023 unterschrieb Ferrell einen Einjahresvertrag bei den San Francisco 49ers.
Am 18. März 2024 nahmen die Washington Commanders Ferrell unter Vertrag.

## Persönliches
Ferrell verließ das College im Dezember 2018 mit einem Abschluss in Sportkommunikation.